# Arte oriental
El arte oriental o arte asiático incluye un gran abanico de influencias de varias culturas y religiones, entre los que cabe destacar el Arte de China, el Arte de la India, el Arte coreano, el Arte de Japón, el Arte de Asia Central o el Arte de Oriente Próximo, cada uno de los cuales tiene significativas referencias del Arte Occidental y viceversa. Excluyendo el arte prehistórico, el Arte de Mesopotamia es el más antiguo del arte asiático.

## Arte budista

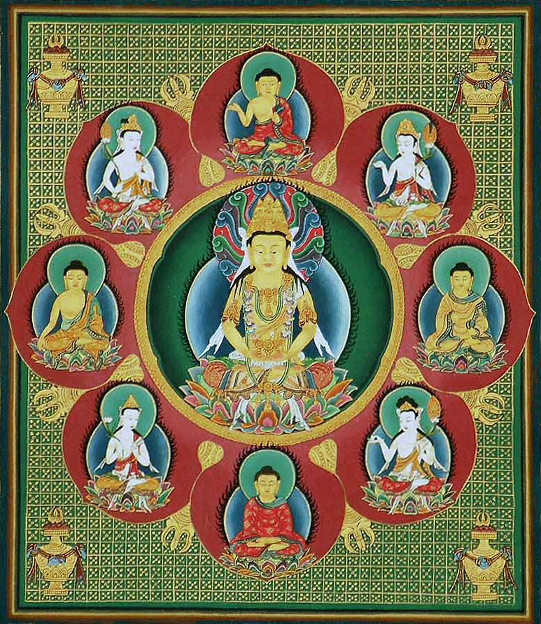
Garbhadhatu (sánscrito) o Taizo-kai (jp.) - mándala.

El arte budista surgió en el subcontinente indio en los siglos siguientes a la vida de Buda Gautama (siglos VI y V a. C.) y se fue difundiendo con los viajes que realizaban los fieles budistas a otros países. Desapareció alrededor del siglo X con la vigorosa expansión del Islam y el hinduismo.
La más típica representación del budismo es el mandala, un símbolo espiritual usado en rituales del macrocosmos y el microcosmos, y para la meditación.

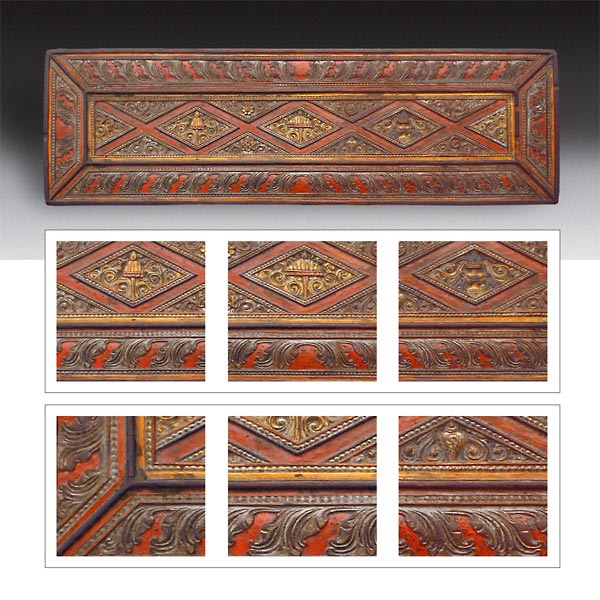
Tallada del - con un manuscrito

## Arte tibetano
El arte tibetano se refiere al arte del Tíbet. Desde hace miles de años, los artistas tibetanos han desempeñado un papel clave en la vida cultural del Tíbet. Desde los diseños de muebles pintados a los murales elaborados en los edificios religiosos, sus esfuerzos han permeado prácticamente todas las facetas de la vida en la meseta tibetana. La gran mayoría de las obras de arte que se conservan fueron creadas antes de la mitad del siglo XX están dedicados a la representación de temas religiosos, en su mayor parte es la pintura sobre telas o murales. Fueron encargados por instituciones religiosas o por las personas piadosas para su uso en la práctica del budismo tibetano y fueron fabricados en grandes talleres de los artistas no acreditados. El arte del Tíbet puede ser estudiada en términos de influencias que han contribuido a lo largo de los siglos, desde otra China, Nepal, India, y los estilos sagrados.

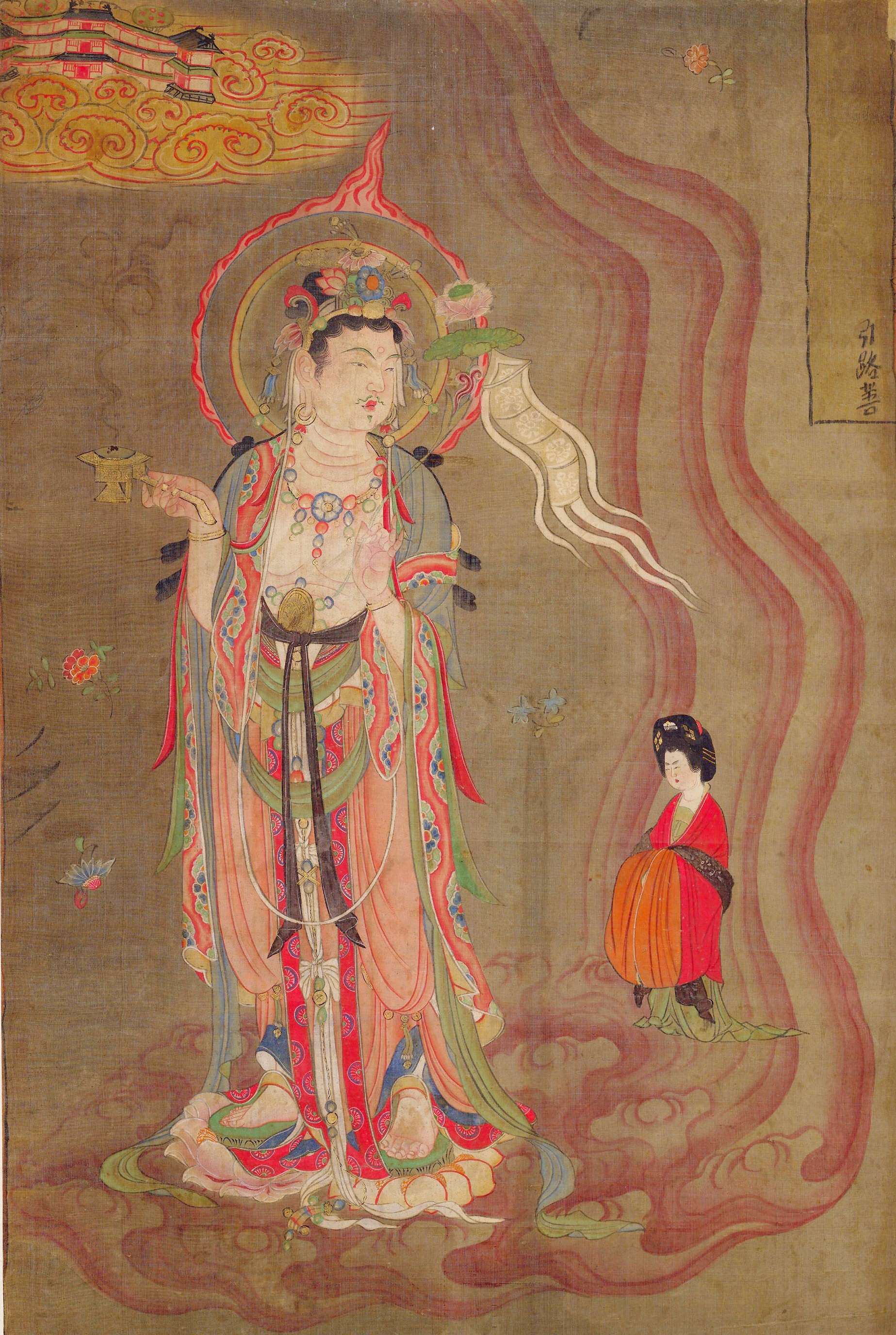
Mural de Dunhuang, Dinastía Tang

## Arte de China
Desde los orígenes de la historia de China se crearon objetos en bronce, jade y hueso, que recogieron el espíritu y efecto buscado en los rituales chamanistas. Estas formas de bronce y jade muestran por primera vez uno de los principios esenciales del arte chino: la síntesis entre el espíritu creador artístico y la función social y jerárquica a la que estaban destinados desde su concepción. El primero de ellos se mostraba en la exquisitez de las formas, en el origen de los temas decorativos tomando como paradigma las fuerzas de la naturaleza y su acción sobre el espíritu humano, y en el gran conocimiento técnico de los materiales que ha caracterizado todas las formas artísticas.
Como complemento tanto la diversificación de las formas como la iconografía con la que se adornaban correspondían a los principios de jerarquización social y uso ritual que caracterizó los inicios de la civilización china con la Dinastía Shang y la Dinastía Zhou. En esta última dinastía surgen las escuelas de filosofía que profundizando sobre la relación del individuo con su entorno y la consideración social del mismo, establecerán los fundamentos teóricos sobre los que siglos más tarde se desarrollaría la teoría china del arte.

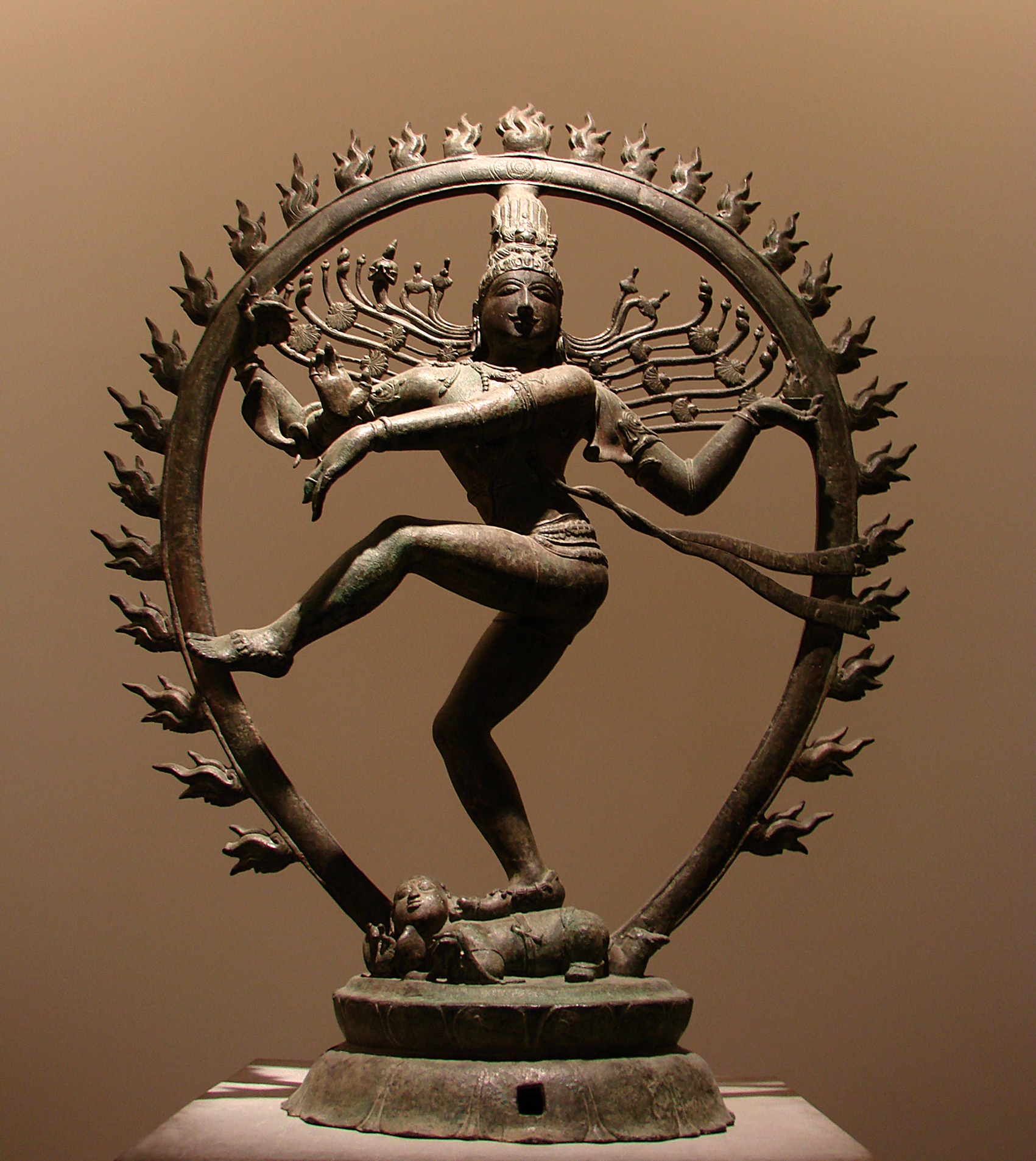
Sivá Naṭarāja, dinastía Chola, Tamil Nadu, siglo XI.

Nos referimos fundamentalmente al taoísmo y al confucianismo, sin por ello afirmar que existe una clara división entre lo que algunos consideran arte taoísta como manifestación disgregada de un supuesto arte confuciano.

## Arte de la India
El arte de la India se caracteriza principalmente por ser un reflejo de la compleja sociedad india, multiétnica y multicultural. Asimismo tiene un carácter principalmente religioso, sirviendo el arte como medio de transmisión de las distintas religiones que han jalonado la India: hinduismo, budismo, islamismo, cristianismo, etc. También hay que destacar como rasgo distintivo del arte indio su afán de integración con la naturaleza, como adaptación al orden universal, teniendo en cuenta que la mayor parte de elementos naturales (montañas, ríos, árboles) tienen para los indios un carácter sagrado.

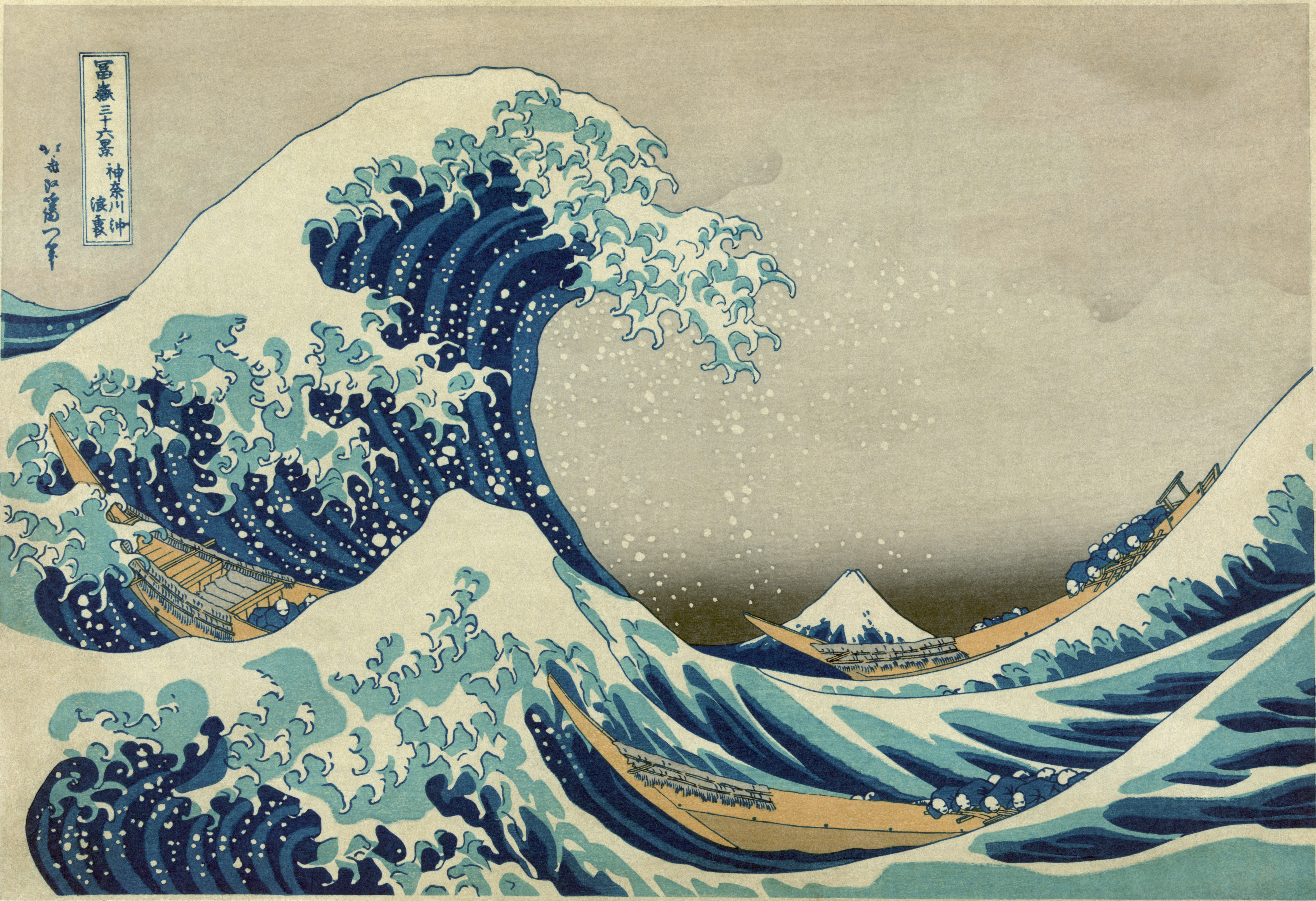
La gran ola de Kanagawa (1830 - 1833), grabado de Katsushika Hokusai, Museo Metropolitano de Arte (Nueva York)

## Arte de Japón
El arte de Japón es una expresión de la cultura japonesa, desarrollado a lo largo del tiempo en diversos períodos y estilos que se han ido sucediendo de forma cronológica, en paralelo al devenir histórico, social y cultural del pueblo japonés. La evolución del arte nipón ha estado marcada por el desarrollo de su tecnología, siendo una de sus señas distintivas el uso de materiales autóctonos. Como en el arte occidental, las principales manifestaciones artísticas han tenido su origen en la religión y el poder político.

## Arte coreano
El arte coreano incluye expresiones en caligrafía, música, pintura y cerámica, a menudo caracterizados por el uso de formas naturales, la decoración de las superficies y el uso de colores definidos o sonidos. Las expresiones de arte coreano más antiguas que han llegado hasta nuestros días se remontan a la Edad de Piedra y son trabajos fechados hacia el 3000 a. C. Los mismos son esculturas votivas, aunque recientemente se han descubierto petroglifos.
A este período inicial le siguieron estilos artísticos diversos característicos de cada dinastía y reino coreano. Los artistas coreanos a veces modificaron las tradiciones artísticas chinas con una preferencia por la elegancia simple, la pureza de la naturaleza y la espontaneidad. La dinastía Goryeo (918-1392) fue uno de los periodos más prolíficos de producción artística en numerosas disciplinas, especialmente la cerámica.

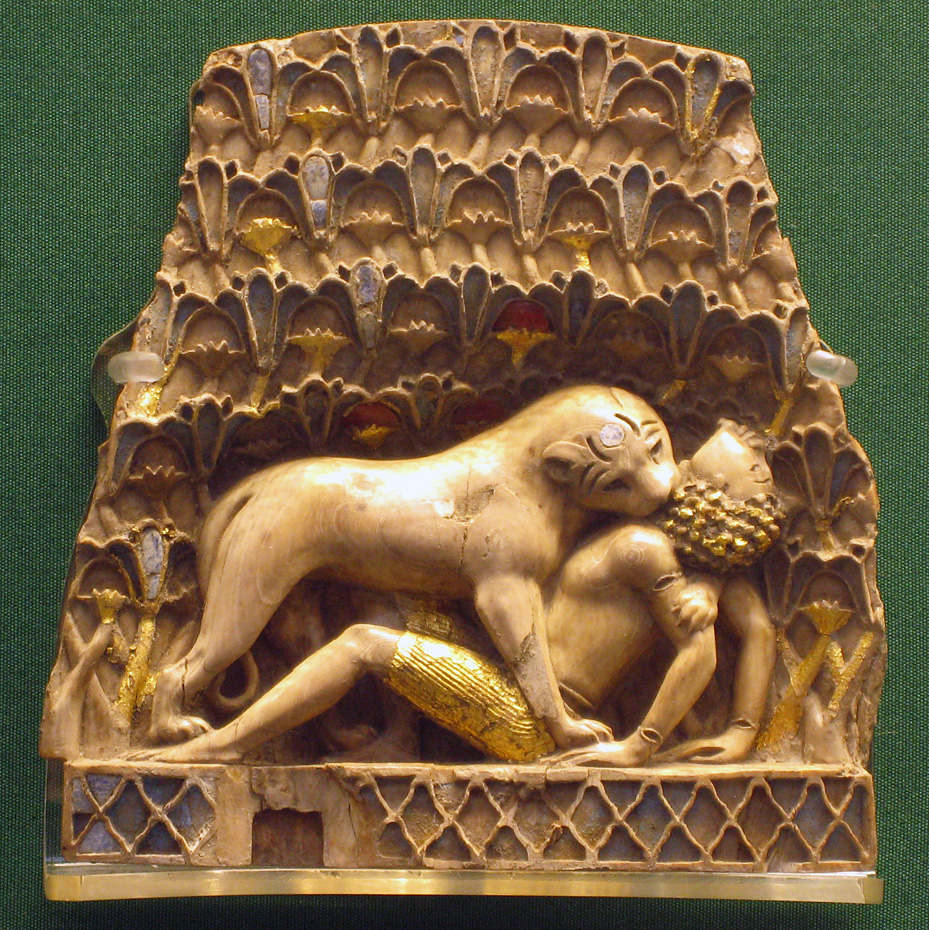
Uno de los marfiles de Nimrud, periodo neo-asirio, siglos IX al VII a. C.

## Arte de Mesopotamia
El arte mesopotámico es una división cronológica y geográfica de la historia del arte que trata de Mesopotamia durante la Edad Antigua. Hace referencia a las expresiones artísticas de las culturas que florecieron en las riberas de los ríos Tigris y Éufrates desde el Neolítico (hacia el VI milenio a. C.) hasta la caída de Babilonia ante los persas en el año 539 a. C. Entre ambas fechas se desarrollaron las civilizaciones sumeria, acadia, babilonia (o caldea), casita, hurrita (Mittani) y asiria (arte asirio).